# Страдская волость
Стра́дская волость (латыш. Stradu pagasts) — одна из четырнадцати территориальных единиц Гулбенского края Латвии. Находится в районе Гулбенского вала Алуксненской возвышенности и частично на Адзельском подъёме Восточнолатвийской низменности на северо-востоке страны.

## История
В XII веке земли нынешней Стамериенской волости входили в состав латгальской исторической области Талава. В дальнейшем они оказались во владении Рижского архиепископа (XIII век), отходили к Польше (XVI век), Швеции (XVII век) и Российской империи (XVIII век).
В 1876 году в Страды была открыта волостная школа.
В 1935 году территория Яунгулбенской волости составляла 87.9 км², проживало 2192 человека.
После Второй мировой войны были организованы 2 колхоза, позднее объединившиеся в колхоз «Страды», ликвидированный в начале 1990-х).
В 1945 году в Вецгулбенской волости Мадонского уезда был образован Страдский сельский совет. В 1949 году произошла отмена волостного деления и Страдский сельсовет входил в состав Гулбенского района. В 1954 году к Страдскому сельсовету был присоединён ликвидированный Кропский сельсовет. В 1965 году часть территории совхоза «Стари» была передана Даукстскому сельсовету. В 1977 году к Страдскому сельсовету были присоединены части территорий Белявского и Стамериенского сельских советов и часть Страдского сельсовета была передана в подчинение Даукстскому сельсовету. В 1979 году к Страдскому сельсовету присоединили часть территории Стамериенского сельсовета.
В 1990 году Страдский сельсовет был реорганизован в волость. В 2009 году, по окончании латвийской административно-территориальной реформы, Страдская волость вошла в состав Гулбенского края.
К началу 2010-х годов в волости находились 13 экономически активных предприятий, Стакская и Страдская начальные школы, Стакское дошкольно-образовательное учреждение, 2 библиотеки, 2 фельдшерских пункта, 3 почтовых отделения.

## География
Граничит с городом Гулбене, Даукстской, Стамериенской, Литенской, и Белявской волостями своего края, а также с Ругайской волостью Ругайского края.
Наиболее крупные населённые пункты Страдской волости: Стаки, Шкиенери, Страды, Маргас (бывший волостной центр), Леясстрады, Антани, Цельмалас, Натини, Самини, Силяни, Зелталея. Волостная администрация находится в городе Гулбене по адресу ул. Парка, 10.
По территории волости протекают реки: Аудилите, Бебрупе, Кнерша, Крусталице, Мелнупите, Мугурве, Педедзе, Погупе.
Крупные водоёмы: озёра Калнис, Лаздагс, Мезитис.
Наивысшая точка: 133,6 м.
Волость пересекают автомобильные дороги Гулбене — Виляка, Гулбене — Резекне и железнодорожная линия Рига — Вецуми (железнодорожная станция Мелнупе).

## Население
Национальный состав: 83,2 % — латыши, 12,5 % — русские, 1,7 % — украинцы, 1 % — белорусы.

## Известные уроженцы и жители
- Юлий Мадерниекс (1870—1955) — живописец, основатель и популяризатор латвийского профессионального прикладного искусства.